# Thomas Berntsen
Thomas Edvin Berntsen (Oslo, 31 luglio 1970) è un dirigente sportivo, allenatore di calcio ed ex calciatore norvegese, di ruolo difensore.

## Carriera

### Giocatore

#### Club
Berntsen giocò per lo Strømmen, prima di passare al Lillestrøm. Esordì in squadra il 4 giugno 1993, nel pareggio per 1-1 sul campo del Rosenborg. Il 17 ottobre dello stesso anno, segnò la prima rete, nel successo per 1-5 sul campo dello Start.
Passò poi al Vålerenga. Debuttò nel club, militante in 1. divisjon, il 20 aprile 1997, quando fu titolare nel pareggio a reti inviolate contro il Sarpsborg. Contribuì alla promozione del club e alla vittoria nella Coppa di Norvegia 1997.
Si trasferì poi agli austriaci dello SW Bregenz. Nel 2000 tornò in patria, per giocare nel Bryne. Il primo incontro in squadra fu datato 9 luglio, subentrando a Kai Ove Stokkeland nella sconfitta per 4-2 contro l'Odd Grenland. Nel 2001 firmò per il Bærum.

### Allenatore
Una volta ritiratosi dal calcio giocato, nel 2006 intraprese la carriera di allenatore. Il suo primo incarico fu al Lørenskog, dove rimase per un anno durante il quale sfiorò la promozione dalla terza alla seconda serie norvegese.
L'anno seguente Berntsen allenò comunque in seconda serie, poiché venne chiamato a sostituire Vegard Skogheim sulla panchina del Kongsvinger. La squadra chiuse la 1. divisjon 2007 al quarto posto, a due punti dal Bodø/Glimt che fece gli spareggi promozione, mentre nel 2008 un avvio da due punti nelle prime sei partite gli costò l'esonero.
Nell'agosto 2008 venne nominato nuovo allenatore dello Strømmen, il club in cui egli era cresciuto. A fine stagione riuscì a centrare la salvezza, poi nell'annata successiva (in tandem con l'altro allenatore Petter Myhre) vinse il proprio girone della 2. divisjon 2009 conquistando la promozione. Nella 1. divisjon 2010, invece, il neopromosso Strømmen chiuse al settimo posto a tre punti di distanza dagli spareggi promozione. Nel 2011 arrivò una salvezza all'ultima giornata grazie alla vittoria per 6-1 contro il Nybergsund, dopodiché

### Dirigente
In vista della stagione 2013, Berntsen venne nominato nuovo direttore sportivo del Sarpsborg 08. In poco più di dieci anni in cui ricoprì tale incarico, il club ottenne lo storico raggiungimento della fase a gironi della UEFA Europa League 2018-2019, mai raggiunta prima. A Berntsen furono inoltre attribuite le scoperte e le successive redditizie cessioni di alcuni giocatori tra cui Krépin Diatta e Ismaila Coulibaly.
Il 20 aprile 2023 venne annunciato il suo passaggio agli svedesi dell'AIK a partire dal 1º maggio seguente. Il club, in crisi di risultati, aveva effettuato la campagna acquisti del precampionato senza un vero e proprio direttore sportivo prima dell'arrivo di Berntsen.